# 米里贝勒莱塞谢勒
米里贝勒莱塞谢勒（法語：Miribel-les-Échelles，法語發音：[miʁibɛl le.z‿eʃɛl]）是法国伊泽尔省的一个市镇，位于该省中北部，属于格勒诺布尔区。

## 地理
米里贝勒莱塞谢勒（45°25'45"N, 5°42'30"E）面积29.34 平方千米，位于法国奥弗涅-罗讷-阿尔卑斯大区伊泽尔省，该省份为法国东南部内陆省份，北起顺时针与安省、萨瓦省、上阿尔卑斯省、德龙省、阿尔代什省、卢瓦尔省和罗讷省。
与米里贝勒莱塞谢勒接壤的市镇（或旧市镇、城区）包括：瓦桑、圣洛朗迪蓬、莱塞谢勒、昂特尔德吉耶、梅尔拉、圣奥普尔、滨河圣约瑟夫。

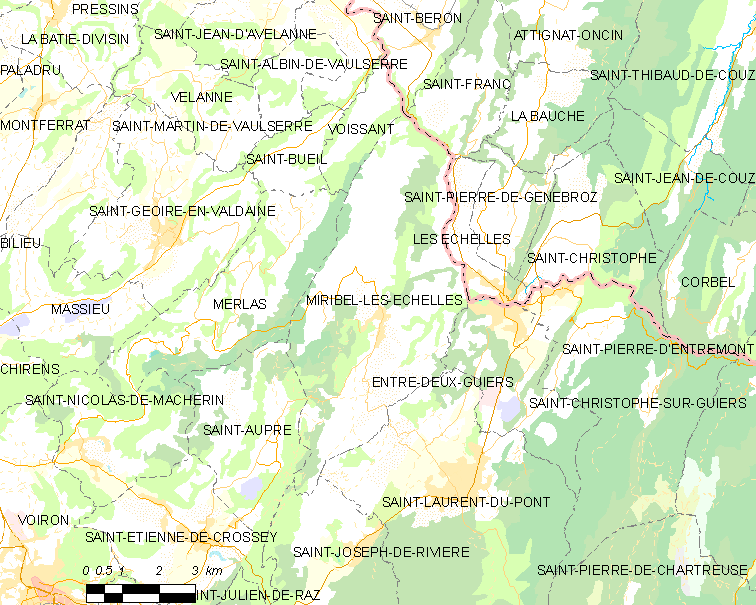
米里贝勒莱塞谢勒的OSM定位图

米里贝勒莱塞谢勒的时区为UTC+01:00、UTC+02:00（夏令时）。

## 行政
米里贝勒莱塞谢勒的邮政编码为38380，INSEE市镇编码为38236。

## 政治
米里贝勒莱塞谢勒所属的省级选区为沙特勒斯-吉耶县。

## 人口

1962-2008年间米里贝勒莱塞谢勒人口变化图示

米里贝勒莱塞谢勒于2022年1月1日时的人口数量为1740人。